# نومیر (دهانه)
نومیر یک دهانه برخوردی در ماه‌ است.

## دهانه‌های اقماری
این دهانه ۴ دهانه اقماری دارد.
| Neumayer | عرض جغرافیایی | طول جغرافیایی | قطر          |
| -------- | ------------- | ------------- | ------------ |
| A        | ۷۵.۰° S       | ۷۳.۶° E       | ۳۱.۰ کیلومتر |
| P        | ۷۰.۶° S       | ۸۶.۰° E       | ۲۲.۰ کیلومتر |
| M        | ۷۱.۶° S       | ۷۸.۵° E       | ۳۱.۰ کیلومتر |
| N        | ۷۰.۴° S       | ۷۸.۷° E       | ۳۶.۰ کیلومتر |